# Trupanea thuriferae
Trupanea thuriferae är en tvåvingeart som beskrevs av Frias 1985. Trupanea thuriferae ingår i släktet Trupanea och familjen borrflugor. Inga underarter finns listade i Catalogue of Life.